# Dorcadion enricisturanii
Dorcadion enricisturanii är en skalbaggsart. Dorcadion enricisturanii ingår i släktet Dorcadion och familjen långhorningar.

## Underarter
Arten delas in i följande underarter:
- D. e. enricisturanii
- D. e. densepunctatum